# Pachydermia
Pachydermia is een geslacht van weekdieren uit de klasse van de Gastropoda (slakken).

## Soorten
- Pachydermia laevis Warén & Bouchet, 1989
- Pachydermia sculpta Warén & Bouchet, 1993